# Christian Person (Fußballspieler)
Christian Person (* 26. Dezember 1980 in Greifswald) ist ein deutscher Fußball-Torwart.

## Karriere
Person spielte zunächst beim Greifswalder SC, bevor er 2002 zu den Amateuren von Hertha BSC wechselte. 2004 wechselte er zu dem damaligen Oberligisten 1. FC Magdeburg. Ein Jahr später erfolgte ein weiterer Wechsel – diesmal zum FC Carl Zeiss Jena, mit dem er 2006 in die 2. Bundesliga aufstieg. In der Aufstiegssaison war er Stammtorhüter vor Daniel Kraus, der sich im September 2005 das Kreuzband gerissen hatte. In der Hinrunde der darauffolgenden Zweitligasaison war er jedoch bereits umstritten. Nachdem Jena mit zwei Niederlagen schlecht in die Rückrunde gestartet war, musste Person seinen Stammplatz an den im Winter neuverpflichteten Giorgi Lomaia abgeben.
Christian Person wechselte im Januar 2008 zum Regionalligisten Dynamo Dresden, wo er einen Vertrag bis Ende der Spielzeit 2007/08 unterschrieb. Dort ersetzte er Oliver Herber, der sich bei einem Vorbereitungsspiel schwer an der linken Schulter verletzte. Mit Beginn der Spielzeit 2008/09 an war Person vertragslos. Ende Januar 2009 trainierte er beim Halleschen FC mit, hier konnte er durch gute Trainingsleistungen sowie Testspieleinsätze überzeugen. Er unterschrieb einen Vertrag bis zum Saisonende. Zur Saison 2009/10 wechselte Person zum VFC Plauen, bei dem er einen Vertrag bis zum 30. Juni 2013 abschloss. Nach Vertragsende und insgesamt vier Jahren mit Plauen in der Regionalliga wechselte Christian Person 2013 zum FC Pommern Greifswald in die Oberliga Nordost-Nord. Person machte den Zusammenschluss des Vereins mit dem Greifswalder SV 04 mit und trat bis zu seinem Karriereende 2018 im Dienste des neu gegründeten Greifswalder FC in der Fußball-Verbandsliga Mecklenburg-Vorpommern an.

### Erfolge
- Aufstieg in die 2. Bundesliga mit dem FC Carl Zeiss Jena 2006
- Verbandsligameister Mecklenburg-Vorpommern mit dem Greifswalder FC 2018 (ohne Einsatz)

## Bemerkenswertes
Christian Person war als Vertreter der Fußball-Regionalliga Nordost im Spielerrat der Spielergewerkschaft Vereinigung der Vertragsfußballspieler (VdV).